# جيمس أرمسترونغ (مغني)
جيمس أرمسترونغ (بالإنجليزية: James Armstrong)‏ هو مغني وكاتب أغاني أمريكي، ولد في 22 أبريل 1957 في لوس أنجلوس في الولايات المتحدة.

## وصلات خارجية
- الموقع الرسمي
- جيمس أرمسترونغ على موقع ميوزك برينز (الإنجليزية)
- جيمس أرمسترونغ على موقع أول ميوزيك (الإنجليزية)
- جيمس أرمسترونغ على موقع ديسكوغز (الإنجليزية)